# Formicinae
Formicinae Latreille, 1851 è una sottofamiglia di imenotteri appartenente alla famiglia Formicidae (di cui comprende oltre un quarto delle specie); ha una distribuzione cosmopolita e contiene molte specie comuni nelle zone a clima temperato, fra cui Formica rufa, Lasius niger ed i membri del genere Camponotus.

## Descrizione
Le formicine sono caratterizzate dalla presenza di un singolo peziolo conico fra l'addome ed il torace, e da un clipeo generalmente sviluppato. Le antenne, lunghe e sottili, sono costituite dai 9 ai 12 funicoli, mentre le mandibole, di conformazione tozza, sono unite alla sommità dell'apparato boccale. Quasi tutte le specie presentano un addome di aspetto voluminoso, che non presenta il pungiglione. Al posto di questo, le formicine presentano ghiandole in grado di formare acido formico, che viene spruzzato fino a 30 centimetri di distanza a scopi difensivi. Le specie della sottofamiglia Formicinae si distinguono da quelle appartenenti alla sottofamiglia Dolichoderinae per la cloaca sferica, circondata da peli.

## Biologia
Fra le diverse specie della sottofamiglia si riscontrano formiche lomecusomani (cioè parassitate da coleotteri stafilinidi del genere Lomechusa), formiche schiaviste, formiche tessitrici, formiche mellifere e formiche che allevano afidi ed altri omotteri all'esterno del nido.

## Tassonomia
La sottofamiglia Formicinae comprende i seguenti generi:
- Acropyga Roger, 1862
- Agraulomyrmex Prins, 1983
- Alloformica Dlussky, 1969
- Anoplolepis Santschi, 1914
- Aphomomyrmex Emery, 1899
- Attopsis Heer, 1850 †
- Bajcaridris Agosti, 1994
- Brachymyrmex Mayr, 1868
- Bregmatomyrma W.M. Wheeler, 1929
- Calomyrmex Emery, 1895
- Camponotites Steinbach, 1967 †
- Camponotus Mayr, 1861
- Cataglyphis Foerster, 1850
- Cataglyphoides Dlussky, 2008 †
- Chimaeromyrma Dlussky, 1988 †
- Cladomyrma W.M. Wheeler, 1920
- Colobopsis Mayr, 1861
- Conoformica Dlussky, 2008 †
- Curtipalpulus Hong, 2002 †
- Dinomyrmex Ashmead, 1905
- Drymomyrmex Wheeler, 1915 †
- Echinopla F. Smith, 1857
- Eoleptocerites Hong, 2002 †
- Euprenolepis Emery, 1906
- Eurytarsites Hong, 2002 †
- Formica Linnaeus, 1758
- Fushuniformica Hong, 2002 †
- Gesomyrmex Mayr, 1868
- Gigantiops Roger, 1863
- Glaphyromyrmex Wheeler, 1915 †
- Heeridris Dlussky & Putyatina, 2014 †
- Huaxiaformica Hong, 2002 †
- Iberoformica Tinaut, 1990
- Imhoffia Heer, 1850 †
- Kyromyrma Grimaldi & Agosti, 2000 †
- Lasiophanes Emery, 1895
- Lasius Fabricius, 1804
- Lepisiota Santschi, 1926
- Leptogasteritus Hong, 2002 †
- Leucotaphus Donisthorpe, 1920 †
- Liaoformica Hong, 2002 †
- Longiformica Hong, 2002 †
- Magnogasterites Hong, 2002 †
- Melophorus Lubbock, 1883
- Myrmecocystus Wesmael, 1838
- Myrmecorhynchus André, 1896
- Myrmelachista Roger, 1863
- Myrmoteras Forel, 1893
- Notoncus Emery, 1895
- Notostigma Emery, 1920
- Nylanderia Emery, 1906
- Oecophylla F. Smith, 1860
- Opisthopsis Dalla Torre, 1893
- Orbicapitia Hong, 2002 †
- Ovalicapito Hong, 2002 †
- Ovaligastrula Hong, 2002 †
- Overbeckia Viehmeyer, 1916
- Paraparatrechina Donisthorpe, 1947
- Paratrechina Motschoulsky, 1863
- Petalomyrmex R.R. Snelling, 1979
- Plagiolepis Mayr, 1861
- Polyergus Latreille, 1804
- Polyrhachis F. Smith, 1857
- Prenolepis Mayr, 1861
- Prodimorphomyrmex Wheeler, 1915 †
- Proformica Ruzsky, 1902
- Prolasius Forel, 1892
- Protoformica Dlussky, 1967 †
- Protrechina Wilson, 1985 †
- Pseudocamponotus Carpenter, 1930 †
- Pseudolasius Emery, 1887
- Pseudonotoncus Clark, 1934
- Rossomyrmex Arnoldi, 1928
- Santschiella Forel, 1916
- Sicilomyrmex Wheeler, 1915 †
- Sinoformica Hong, 2002 †
- Sinotenuicapito Hong, 2002 †
- Stigmacros Forel, 1905
- Tapinolepis Emery, 1925
- Teratomyrmex McAreavey, 1957
- Wilsonia Hong, 2002 †
- Zatania LaPollaet. al, 2012

### Alcune specie

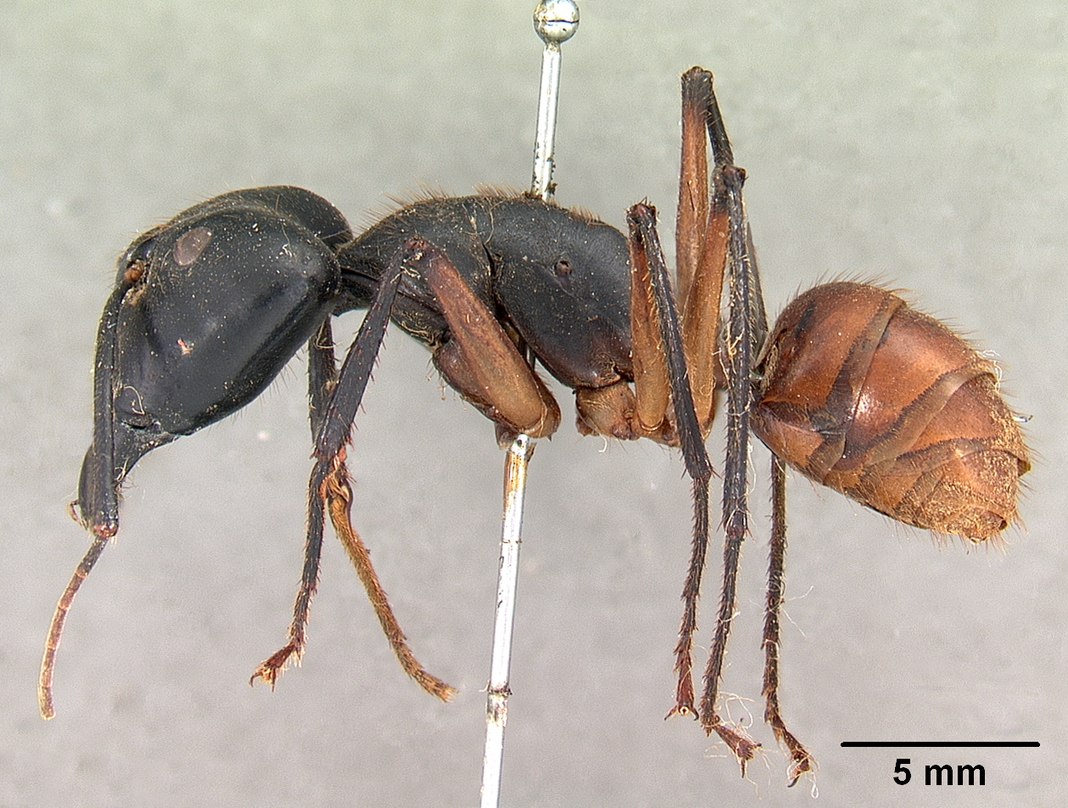
Dinomyrmex gigas
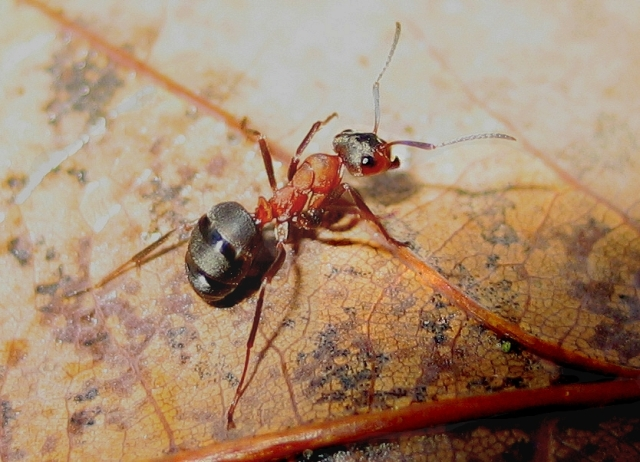
Formica rufa
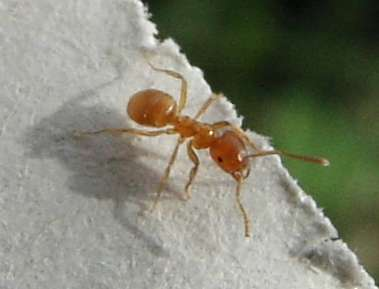
Lasius flavus
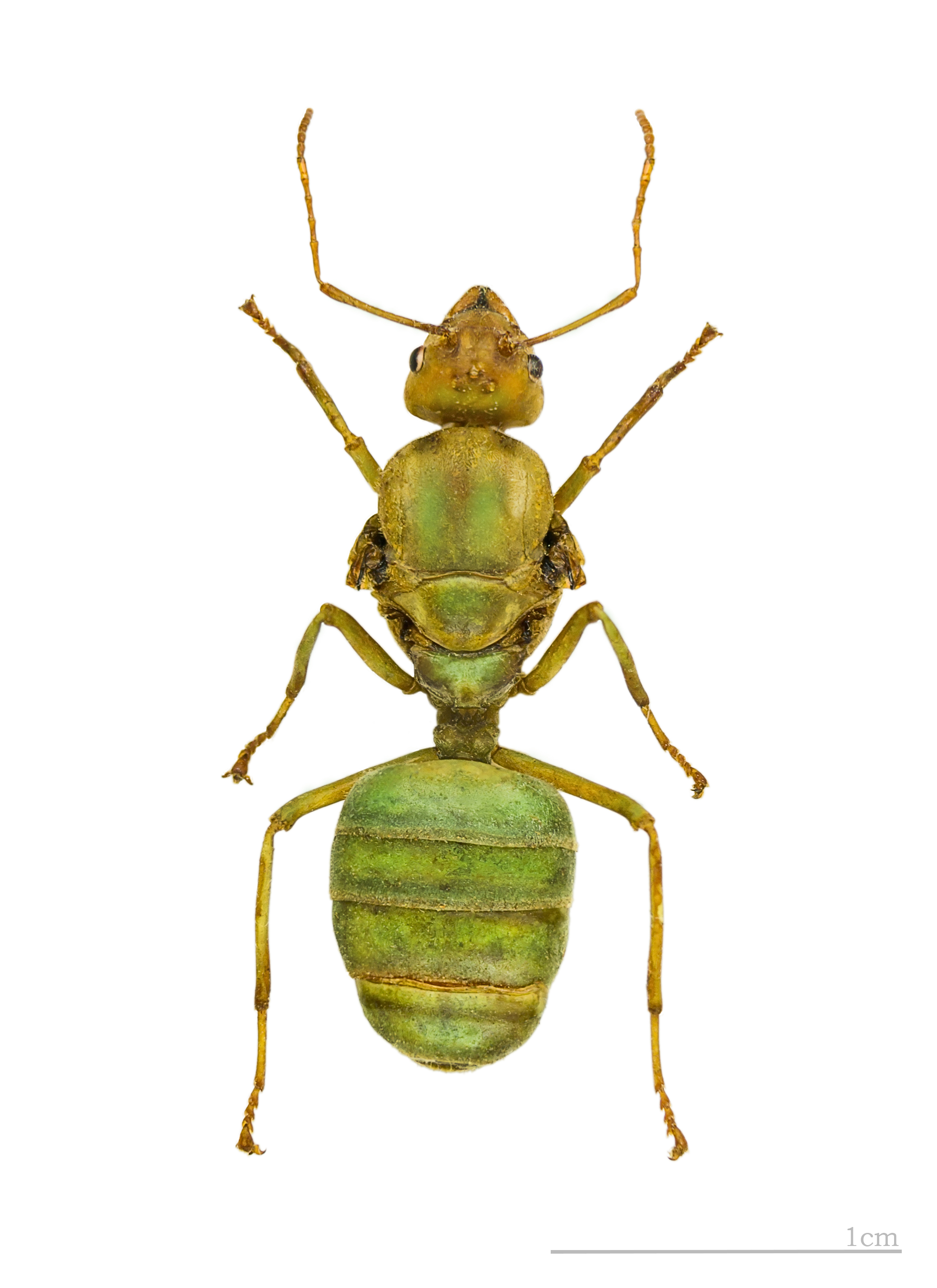
Oecophylla smaragdina (regina)
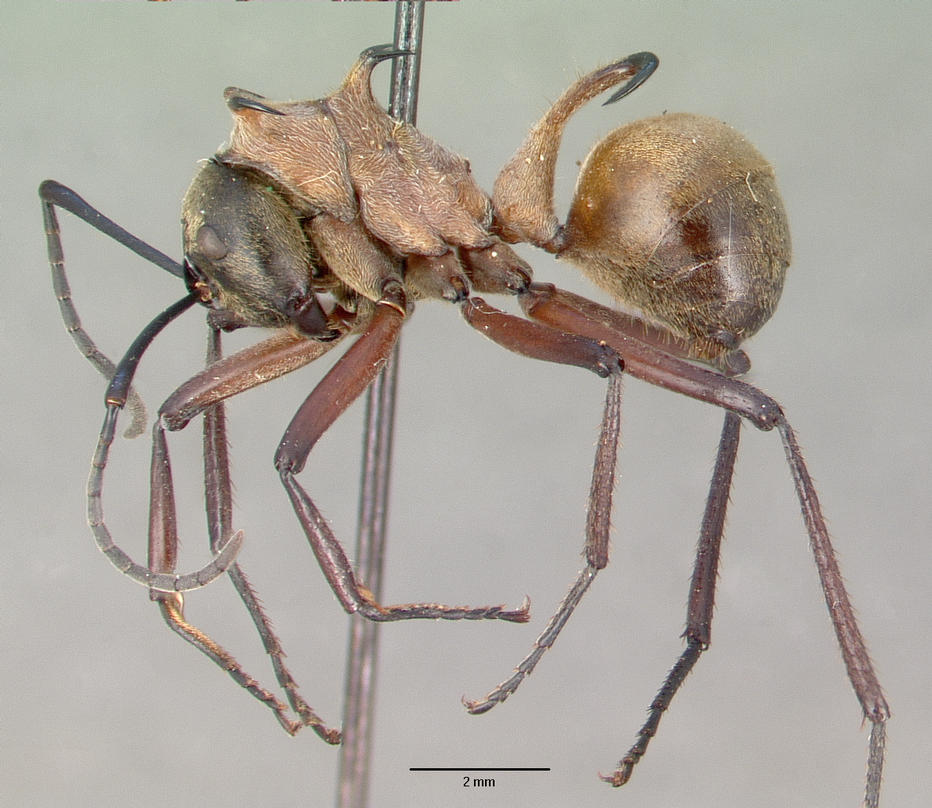
Polyrhachis bihamata